# سوسکچه‌های نخستین اکسیکورینینا
سوسکچه‌های نخستین اکسیکورینینا(نام علمی: Oxycoryninae) نام یک زیرخانواده از تیره سوسکچه‌های نخستین است.